# Muzeul Cineastului Amator
Muzeul Cineastului Amator este o inițiativă privată unică în România ce își propune cercetarea și readucerea în atenția publicului a mișcării de cineamatorism din România. Principalele direcții pe care se orientează muzeul sunt colecționarea de aparatură utilizată de cineamatori (camere pe peliculă, aparate de proiecție, vizioneze, prese de tăiat și lipit filme, filme pe peliculă), colecționarea de piese ce au legătură cu industria și cultura cinematografică (postere de film, poze din filme, poze cu actori, programe de film) și facilitarea accesului publicului la expozițiile realizate. 

## Funcțiile muzeului
Muzeul are trei funcții principale:
- Muzeologie: conservarea, restaurarea și prezentarea obiectelor din colecția muzeului
- Cercetare/Studiu: studiul istoriei cineamatorismului și cinematografiei, atât din România cât și din afară
- Educație: organizarea de evenimente cu scop educațional pentru studenți, elevi și public prin tabere de profil, publicarea tuturor materialelor din cadrul muzeului către public, relațiile cu instituții de învățământ superior

#### Muzeologia
Muzeul deține un patrimoniu important format din aparatură utilizată de cineaștii amatori ai secolului trecut (camere de filmat pe peliculă, aparate de proiecție, vizionate, prese de tăiat și lipit film, aparate de editat film, tancuri de developare, etc.), filme pe peliculă, atât filme profesioniste cât și filme realizate de cineaști amatori, afișe de film, aparatură utilizată în cinematografe, publicații legate de activitatea cineaștilor dar și despre cinema-ul românesc și altele.

#### Cercetare / Studiu
Muzeul se ocupă cu studiul activității cineaștilor amatori, cu ajutorul materialelor aflate în patrimoniu (filme realizate, publicații, premii și diplome câștigate de către aceștia, interviuri cu foștii cineaști sau oameni din domeniul cinematografiei). O altă activitate este digitalizarea filmelor vechi realizate pe peliculă și publicarea acestora spre vizionare pentru public. Filmele realizate de către cineamatorii vremii ne oferă informații importante despre istoria locurilor din care provin. 

#### Educație
Muzeul pune la dispoziția publicului informații, aparatură și cunoștințe în ceea ce privește cineamatorismul. De asemenea, o parte din activitățile muzeului au ca și scop formarea cineaștilor amatori prin tabere de formare cât și cu ajutorul cineclubului coordonat de câtre muzeu.

## Evenimente
De-a lungul timpului, Muzeul Cineastului Amator a coordonat și organizat diverse evenimente pentru public. Câteva dintre aceste evenimente sunt recurente și reprezintă metoda principală prin care muzeul reușește să atragă noi vizitatori. 

### Noaptea Muzeelor
Muzeul Cineastului Amator sărbătorește Noaptea Muzeelor începând cu anul 2012. De-a lungul timpului, activitățile organizate de muzeu au evoluat reușind să atragă din ce în ce mai mulți vizitatori.

###### 2012
Prima oară când muzeul a organizat Noaptea Muzeelor a fost în anul 2012, cu o expoziție temporară la Muzeul Banatului Montan.

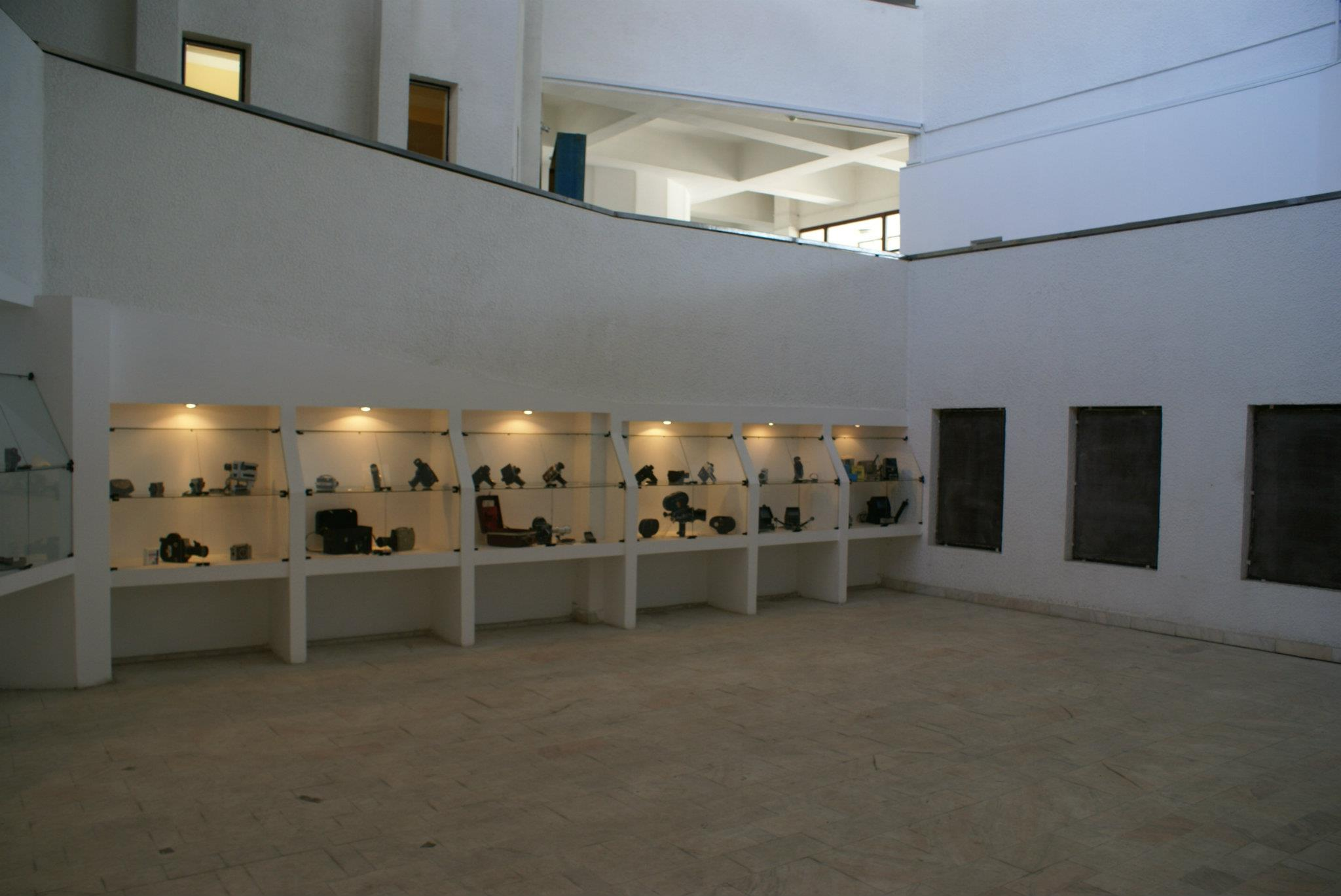
Expoziție temporară a Muzeului Cineastului Amator (Noaptea Muzeelor, 2012)

###### 2015
În 2015, evenimentul a început deja să prindă amploare. Pe lângă expozițiile temporare realizate s-au făcut și fotografii "la minut", utilizând aparatură din colecția muzeului.

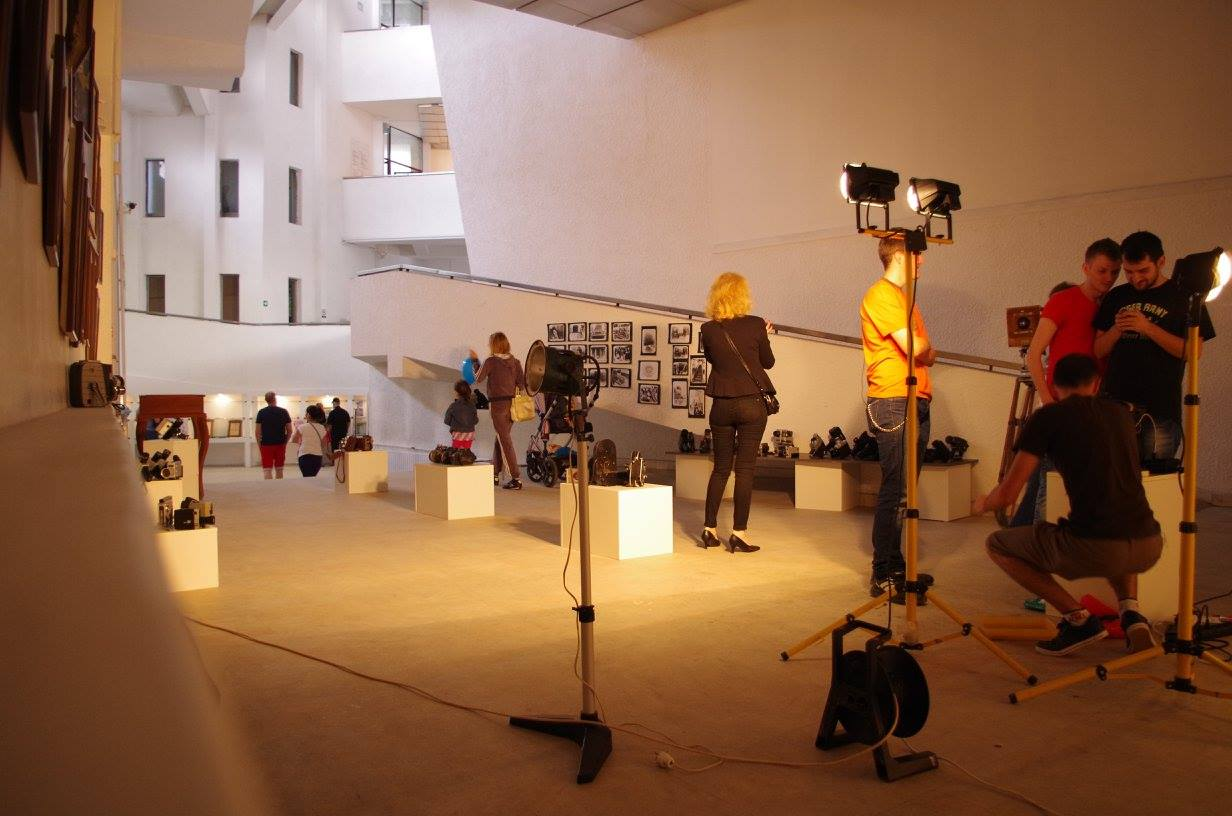
Expoziție temporară a Muzeul Cineastului Amator (Noaptea Muzeelor, 2015)

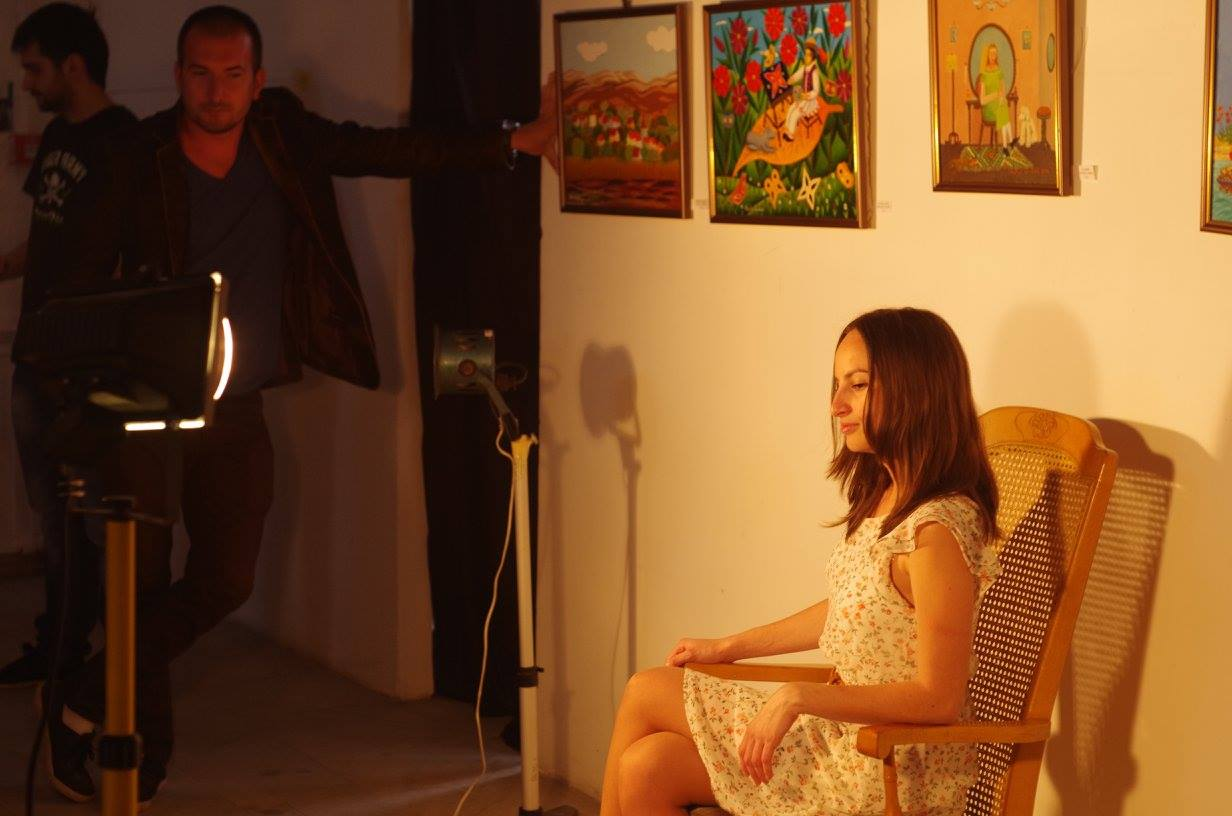
Fotografii "la minut", Muzeul Cineastului Amator (Noaptea Muzeelor, 2015)

### Proiecție de film KineDok
Începând cu anul 2017, muzeul face parte și din rețeaua de distribuție de film alternativă KineDok. Astfel, pe parcursul anului 2017 se va proiecta câte un film documentar în fiecare lună la Muzeul Cineastului Amator.